# 哈莫克灣 (佛羅里達州)
哈莫克灣（英語：Gulf Hammock）是位於美國佛羅里達州李維縣的一個非建制地區。該地的面積和人口皆未知。

## 地理
哈莫克灣的座標為29°15′11″N 82°43′27″W / 29.25306°N 82.72417°W，而該地的平均海拔高度為3米（即10英尺）。